# Guerra e pace (album)
| Recensione       | Giudizio |
| ---------------- | -------- |
| RapBurger        |          |
| la Repubblica XL |          |
| Rockol           |          |
| Impatto Sonoro   | Negativo |

Guerra e pace è il settimo album in studio del rapper italiano Fabri Fibra, pubblicato il 5 febbraio 2013 dalla Universal Music Group.

## Descrizione
Riguardo ai temi trattati nella pubblicazione, Fabri Fibra ha spiegato in numerose interviste di essere stato ispirato nella scrittura dal cinema neorealista italiano, e da libri come Scritti corsari di Pier Paolo Pasolini. In questa ottica, il rapper ha cercato quindi una pacificazione interiore, consistente nella focalizzazione di contrasti, tra "bianco e nero, male e bene, guerra e pace". L'opera di Tolstoj omonima ha ispirato oltre al titolo, anche il brano Bisogna scrivere: 
(Andrej Bolkonskij, Lev Tolstoj - Guerra e pace)
 Il titolo dell'album si rifà anche ad un brano di Neffa, dell'album 107 elementi.
Guerra e pace contiene 19 brani inediti, di cui tre vedono rispettivamente la partecipazione di Al Castellana, Neffa ed Elisa. La versione pubblicata sull'iTunes Store contiene anche la bonus track Troppo di tutto, mentre quella deluxe (pubblicata esclusivamente nei negozi della catena GameStop) contiene un secondo disco che racchiude sette delle 14 tracce di Casus belli EP e l'inedito Denaro contante.
Il disco ha debuttato al primo posto della classifica italiana degli album ed è stato il terzo lavoro di Fabri Fibra a raggiungere tale risultato (i precedenti sono stati gli album Tradimento e Controcultura). L'album è stato inoltre certificato disco di platino dalla FIMI ed ha venduto oltre 70 000 copie in madrepatria.

## La condanna per diffamazione
Il brano A me di te è stato al centro di un caso giudiziario a causa della querela per diffamazione esposta nei confronti di Fabri Fibra da parte di Valerio Scanu per alcune frasi contenenti commenti sessualmente espliciti degradanti e a sfondo omofobo riguardanti quest'ultimo. Nel 2016 Fibra è stato condannato dal Tribunale di Milano alla pena della multa e ha dovuto risarcire il cantante sardo con una provvisionale di 20.000 euro.

## Singoli
Il primo singolo estratto dall'album è stato Pronti, partenza, via!, pubblicato il 12 dicembre 2012 per il download digitale e per l'airplay radiofonico. Il singolo è stato successivamente certificato disco d'oro per aver raggiunto la soglia dei 15.000 download digitali.
Nei primi due mesi del 2013 Fabri Fibra ha pubblicato sul proprio canale YouTube i videoclip dei brani Guerra e pace e di Alta vendita, rispettivamente pubblicati il 31 gennaio e il 22 febbraio.
Il 29 marzo è stato pubblicato il secondo singolo Ring Ring, seguito il 2 maggio dal relativo videoclip. I successivi singoli estratti dall'album sono stati Panico e Bisogna scrivere, rispettivamente pubblicati per l'airplay radiofonico il 12 luglio e il 18 ottobre.

## Tracce
Testi di Fabrizio Tarducci, eccetto dove indicato.
1. 2031 (Intro) – 0:34 (musica: Marco Zangirolami)
2. Bisogna scrivere – 3:03 (musica: Rico Wade, Ray Murray, Patrick Brown)
3. Voce – 4:06 (musica: Adam Deitch, Eric Krasno)
4. Che tempi (con Al Castellana) – 4:36 (testo: Fabrizio Tarducci, Alessandro Castellana – musica: Steve Fraschini, Rémi Tobbal)
5. Pronti, partenza, via! – 3:42 (musica: Michele Canova Iorfida)
6. A me di te – 4:07 (musica: Leigh Elliott)
7. Non correre – 4:04 (musica: Alex Cowan, Luke Buttery)
8. Tutto in un giorno – 4:12 (musica: Alex Cowan, Luke Buttery)
9. La solitudine dei numeri uno – 3:44 (musica: Oladipo Omishore, Brinton Ewart)
10. Panico (con Neffa) – 4:13 (testo: Fabrizio Tarducci, Giovanni Pellino – musica: Giovanni Pellino)
11. Frank Sinatra – 4:03 (musica: Alex Cowan, Luke Buttery)
12. Raggi laser – 4:05 (musica: Adam Deitch, Eric Krasno)
13. Nemico pubblico – 3:01 (musica: Oladipo Omishore, Brinton Ewart)
14. Non credo ai media – 3:02 (musica: Rob Holladey)
15. Guerra e pace – 4:35 (musica: Antwan Thompson)
16. Alta vendita – 2:55 (musica: Oladipo Omishore, Brinton Ewart)
17. Centoquindici – 3:59 (musica: Erik Ortiz, Kevin Crowe, Kenny Bartolomei)
18. Ring Ring – 3:14 (musica: Agent X)
19. Dagli sbagli si impara (con Elisa) – 4:39 (testo: Fabrizio Tarducci, Elisa Toffoli – musica: Rico Wade, Ray Murray, Patrick Brown)

Traccia bonus nell'edizione di iTunes
1. Troppo di tutto – 4:01 (musica: Alex Cowan, Luke Buttery)

Casus belli EP – CD bonus nell'edizione deluxe
1. Parole in fumo – 3:57 (musica: Adam Deitch, Eric Krasno)
2. Come Totti – 3:55 (musica: Steve Fraschini, Rémi Tobbal)
3. Teoria e pratica – 3:48 (musica: Jesse Woodard IV)
4. Nessuno lo dice – 3:20
5. Denaro contante (Inedito) – 3:44 (musica: Adam Deitch, Eric Krasno)
6. Il mio amico Arnold – 3:34 (musica: Steve Fraschini, Rémi Tobbal)
7. Mani pulite – 2:54 (musica: Steve Fraschini, Rémi Tobbal)
8. Felice per me (con Nitro) – 3:35 (testo: Fabrizio Tarducci, Nicola Albera – musica: Rosario Castagnola)

## Formazione
Musicisti
- Fabri Fibra – voce
- Davide Tagliapietra - chitarra acustica (traccia 1)
- Al Castellana - voce aggiuntiva (traccia 4)
- DJ Double S - scratch (traccia 4)
- Neffa - voce aggiuntiva (traccia 10)
- Elisa - voce aggiuntiva (traccia 19)

Produzione
- Michele Canova Iorfida: tracce 1, 5
- Marco Zangirolami: tracce 1
- Organized Noize con la co-produzione di Michele Canova Iorfida: tracce 2, 19
- Adam Deitch e Eric Krasno (Fyre Dept.): tracce 3, 12
- Medeline: traccia 4
- Lee Major: traccia 6
- C65 con la co-produzione di Michele Canova Iorfida: tracce 7, 11
- C65: traccia 8
- Dot Da Genius e Woodro Skillson con la co-produzione di Michele Canova Iorfida: traccia 9
- Neffa: traccia 10
- Dot Da Genius e Woodro Skillson: tracce 13, 16
- Rob Holladay e Mr. Franks: traccia 14
- Antwan "Amadeus" Thompson con la co-produzione di Michele Canova Iorfida: traccia 15
- J.U.S.T.I.C.E. League con la co-produzione di Michele Canova Iorfida: traccia 17
- Agent X con la co-produzione di Michele Canova Iorfida: traccia 18

## Classifiche
| Classifica (2013) | Posizione massima |
| ----------------- | ----------------- |
| Italia            | 1                 |
| Svizzera          | 45                |